# Entoria wuyiensis
Entoria wuyiensis is een insect uit de orde Phasmatodea en de  familie Phasmatidae. De wetenschappelijke naam van deze soort is voor het eerst geldig gepubliceerd in 1990 door Cai & Liu.